# ビリジアン (お笑いコンビ)
ビリジアンは、かつて吉本興業、フルーツ大統領に所属していたお笑いコンビ。1993年結成、2001年解散。

## メンバー
- 小籔 千豊（こやぶ かずとよ、1973年9月11日 - ）ボケ担当

ビリジアン解散後、ピン芸人として「吉本超合金F」「吉本新喜劇」に出演。2006年、座長襲名。
レイザーラモンとのユニット「ビッグポルノ」のメンバーとしても活躍した。
- 山田 知一（やまだ ともかず、1973年9月25日 - ）ツッコミ担当

通称・さんちゃん。ビリジアン解散後、やまだともカズの名で作家として活躍。身長175cmだが小籔の高身長（188cm）のせいで相対的に小柄に見える。
デビュー当初は眼鏡をかけていたが、周囲の勧めでコンタクトレンズに替えた所、人気が上昇した。しかし解散後は眼鏡に戻している。

## テレビ
- 爆笑BOOING（関西テレビ放送、5週勝ち抜きチャンピオン）
- オールザッツ漫才（毎日放送、1994年 - 2000年）
- ピッカピカ天然素材!（TBSテレビ）
- 急性吉本炎→慢性吉本炎（TBSテレビ）
- 嵐MASSE（毎日放送）
- 爆笑オンエアバトル（NHK総合テレビジョン、戦績0勝2敗 最高233KB）

## ビデオ
- 月刊ぎんぶい monthly GIN V 創刊6月号 銀座7丁目劇場Vマガジン No.1
- 月刊ぎんぶい monthly GIN V 7月号 銀座7丁目劇場Vマガジン No.2
- 月刊ぎんぶい monthly GIN V 8月号 銀座7丁目劇場Vマガジン No.3
- 月刊ぎんぶい monthly GIN V 9月号 銀座7丁目劇場Vマガジン No.4
- 月刊ぎんぶい monthly GIN V 10月号 銀座7丁目劇場Vマガジン No.5